# Zofia Borca
Zofia Borca, właśc. Zofia Poborca (ur. 22 stycznia 1948) – polska piosenkarka.

## Życiorys
W 1966 ukończyła Technikum Ekonomiczne w Tczewie. Przez kilka lat występowała jako solistka w szkolnym zespole Płomyki. Później była słuchaczką gdańskiego Studia Piosenki Polskiego Radia i Telewizji, prowadzonego przez pianistkę, pedagoga i kompozytorkę Renatę Gleinert. Współpracowała również z Gdańską Agencją Artystyczną BART, występując z grupą wokalno-instrumentalną Atlas. W 1970 zadebiutowała w koncercie „Premier” na Krajowym Festiwalu Piosenki Polskiej w Opolu.
Od jesieni 1977 do stycznia 1979 koncertowała za oceanem. Koncertowała też w NRD i ZSRR. Występowała w radiu i telewizji.
W 2004 zaprzestała koncertów.

## Działalność artystyczna
Śpiewała w Zespole Estradowym Marynarki Wojennej "Flotylla". Telewizyjne Studio 13 przyniosło jej sukces  piosenką "Do złotej doliny" (II nagroda i nagroda publiczności). Na przełomie lat 60. i 70. występowała jako wokalistka w zespołach Respekt (1969–1971) i Rodzina Pastora (1972), która później przekształciła się w Grupę Dominika – w październiku 2020 roku, nakładem GAD Records ukazał się album formacji pt. Biegnijmy w słońce, zawierający nagrania z lat 1971–1972. W 1971 roku Borca śpiewała w trio wokalnym, towarzyszącym zespołom Skaldowie i Niemen Enigmatic, którego liderem oraz założycielem był Czesław Niemen. W tym samym roku wraz z koleżankami z zespołu Respekt: Elżbietą Linkowską i Krystyną Prońko wzięła udział w nagraniu jego płyty Niemen Enigmatic tzw. Czerwony Album.
Kilkakrotnie brała udział w Krajowym Festiwalu Piosenki Polskiej w Opolu: 1970 (koncert "Premiery"), 1974 (koncert "To śpiewa młodość") oraz 1976 (koncert "Tip-top, czyli zamiast dyskoteki"). W 1975 wystąpiła na Festiwalu Piosenki Żołnierskiej w Kołobrzegu (piosenka Gdybym była generałem).

## Piosenki
- A czas ucieka (sł. Janusz Kruk, muz. Grzegorz Walczak)
- A ja wierzyłam ci (sł. Andrzej Zaniewski, muz. Wojciech Kacperski)
- Do złotej doliny (sł. Irena Solińska, muz. Jacek Tramer)
- Głupiś Ty (sł. Piotr Janczerski, muz. Zbigniew Nowak)
- Goryczy smak (sł. Jacek Bukowski, muz. Randy Goodrum)
- Gram va banque (sł. Andrzej Kuryło, muz. Antoni Kopff)
- Tak naprawdę żyć (sł. Marek Głogowski, muz. Wojciech Kaceperski)
- W życiu szkoda każdej chwili (sł. Andrzej Zaniewski, muz. Adam Skorupka)
- Z miłością trzeba w zgodzie żyć (sł. Jadwiga Czerwińska, muz. W. Kacperski)
- Złote wspomnienia (sł. Jadwiga Czerwińska, muz. Adam Hetman)

## Odznaczenia
- Brązowy Medal „Zasłużony Kulturze Gloria Artis” – 2025[4]